# 罗德·斯特里克兰
罗德·斯特里克兰（英語：Rod Strickland，1966年7月11日—），美国NBA联盟前职业篮球运动员。